# Oranienbaum (Németország)
Oranienbaum, korábban város Németország Szász-Anhalt tartományában, 2011. január 1-jétől Oranienbaum-Wörlitz város része.

## Története
A város első említése 1179-ből maradt fenn Nischwitz néven. 

## Galléira

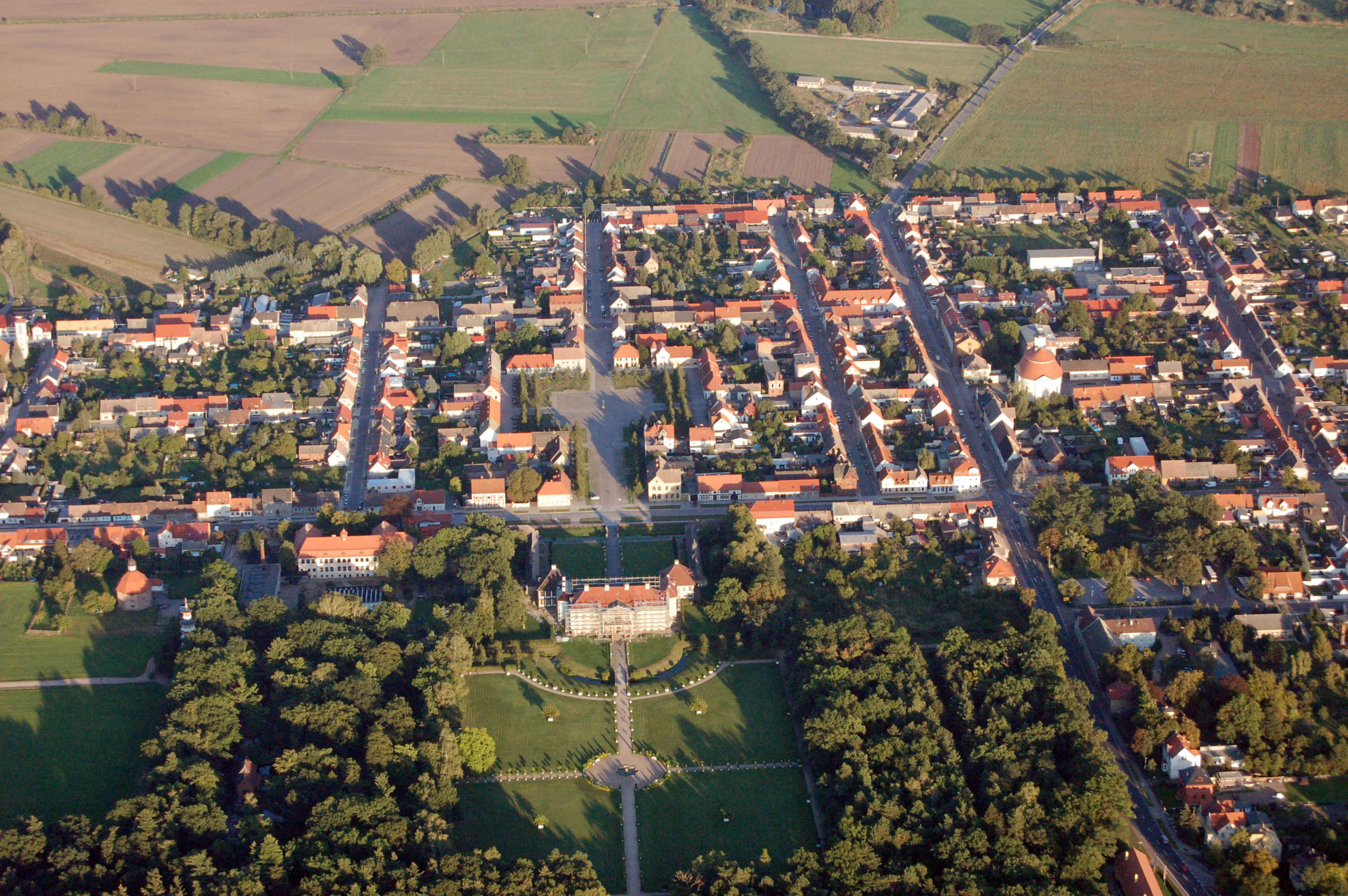
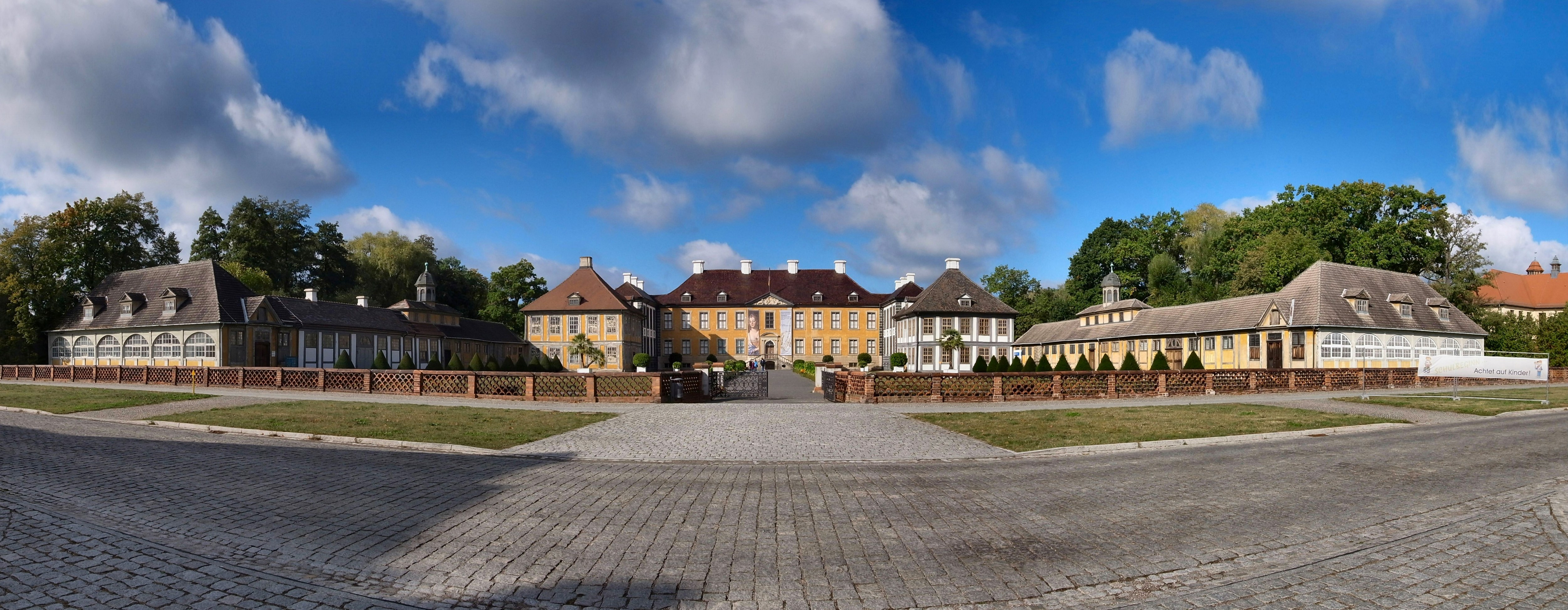
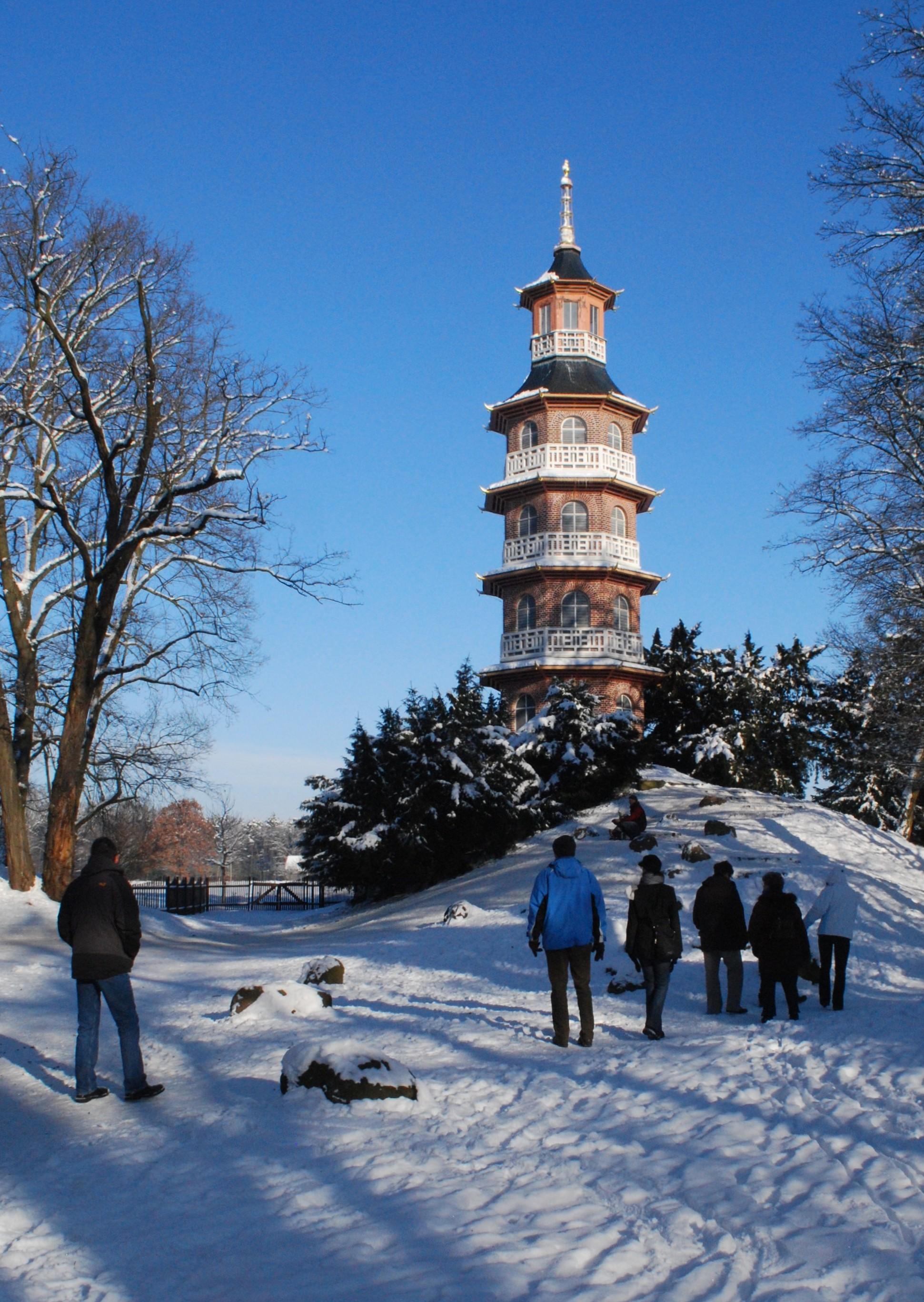
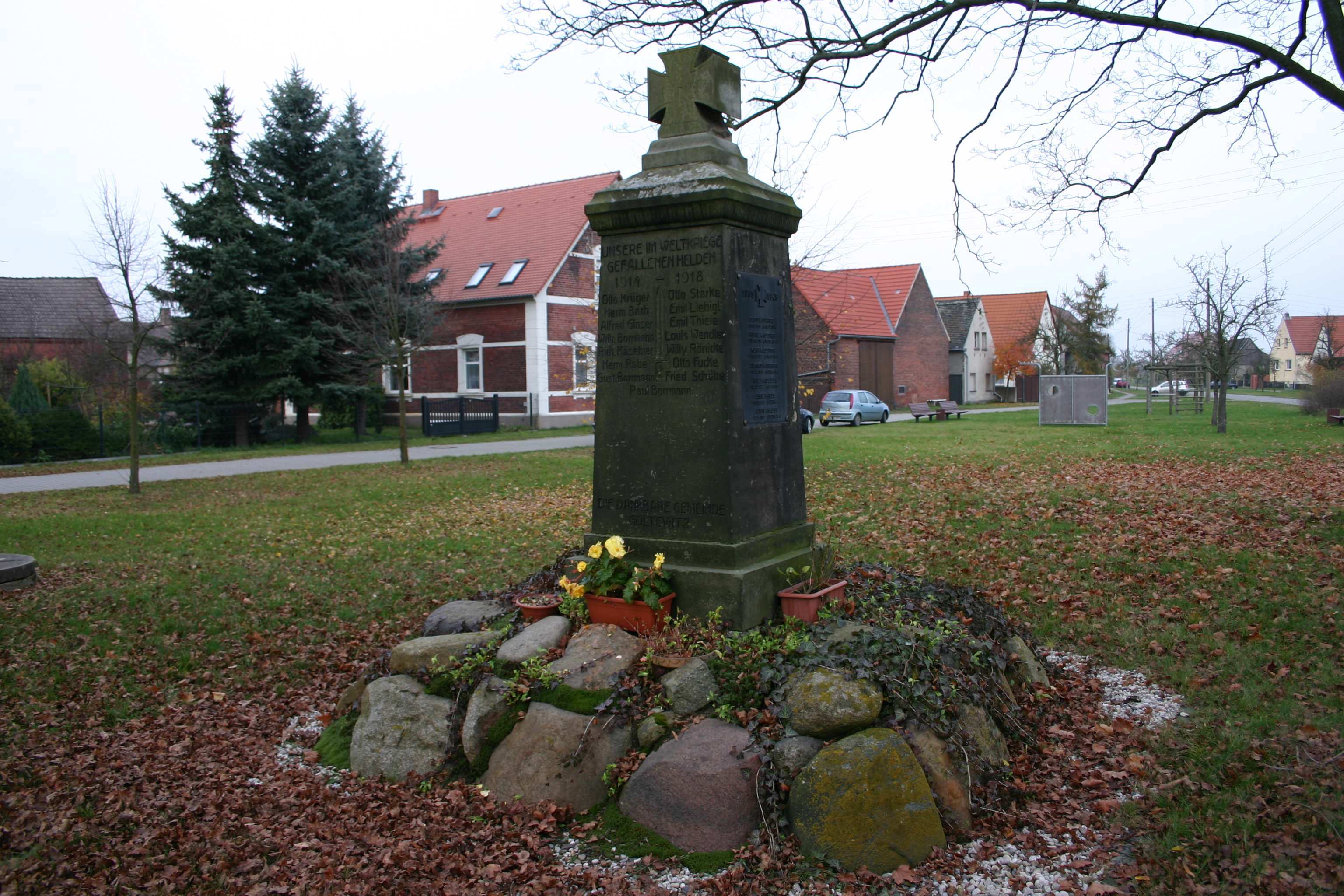

## Nevezetességei

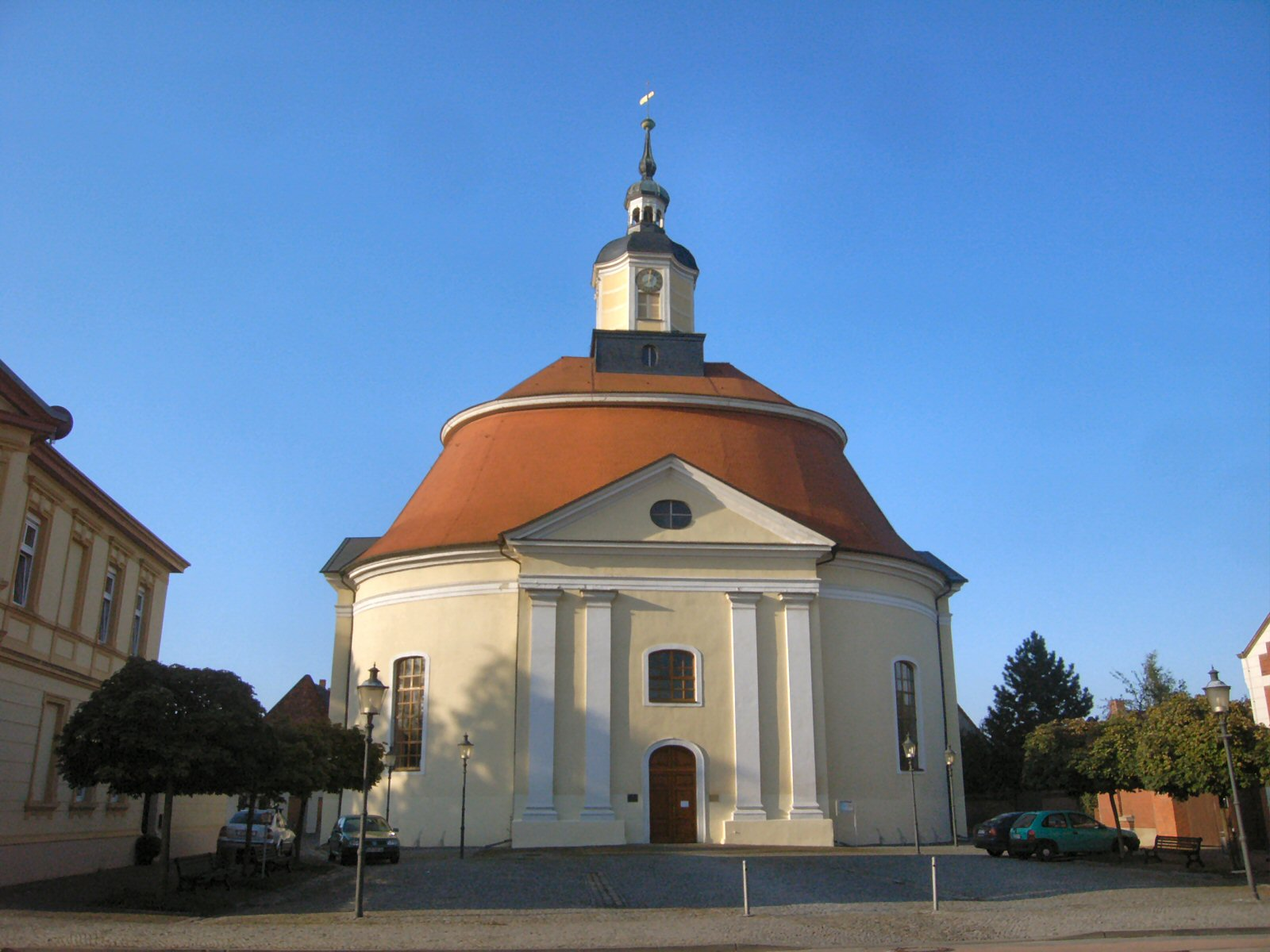
A városi templom

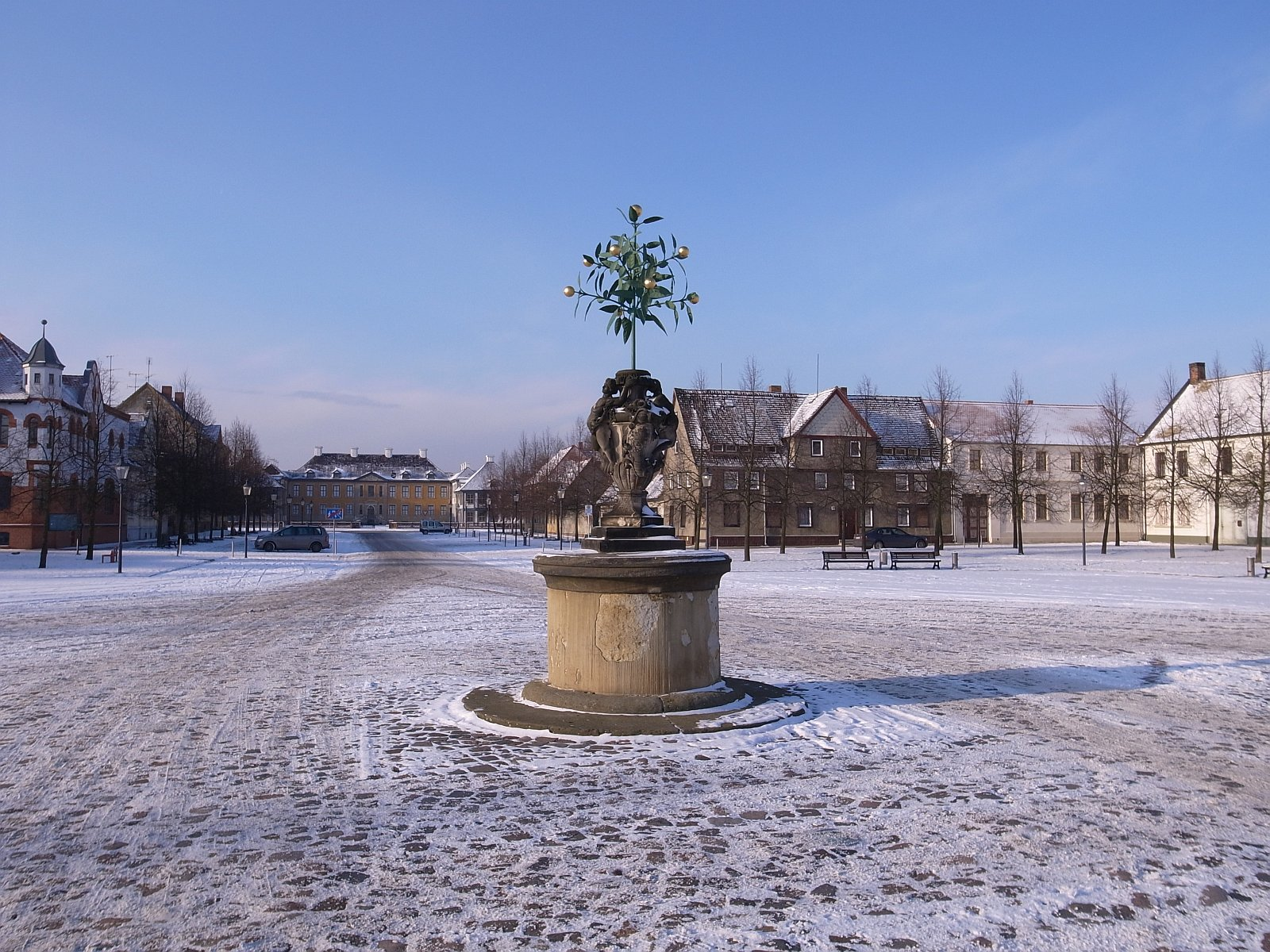
A piactér télen

- Az oranienbaumi kastély
- A városi templom
- A piactér

## Fordítás
Ez a szócikk részben vagy egészben a Wörlitz című német Wikipédia-szócikk fordításán alapul.  Az eredeti cikk szerkesztőit annak laptörténete sorolja fel. Ez a jelzés csupán a megfogalmazás eredetét és a szerzői jogokat jelzi, nem szolgál a cikkben szereplő információk forrásmegjelöléseként.